# سيمانتك سكولر
سيمانتك سكولر (حرفيًا الباحث الدلالي) هو مشروعٌ طُور في معهد ألن للذكاء الاصطناعي، وصدر للجمهور في نوفمبر 2015، وهو مصممٌ ليكون محرك بحث مدعومًا بالذكاء الاصطناعي للمنشورات الأكاديمية. يستخدم المشروع مزيجًا من التعلم الآلي ومعالجة اللغة الطبيعية والرؤية الآلية لإضافة طبقة من التحليل الدلالي إلى الأساليب التقليدية لتحليل الاقتباس واستخراج الأشكال والكيانات والأماكن ذات الصلة من الأوراق. مقارنةً مع جوجل سكولار وببمد، فإنَّ سيمانتك سكولر مصممٌ لإبراز أهم الأوراق والأكثر تأثيرًا، وتحديد الروابط بينهما.

## روابط خارجية
- الموقع الرسمي